# Dzierzyk somalijski
Dzierzyk somalijski (Laniarius nigerrimus) – gatunek ptaka z rodziny dzierzbików (Malaconotidae), wcześniej klasyfikowanych jako podrodzina dzierzbowatych (Laniidae). Występuje endemicznie we wschodniej Afryce – od południowej Somalii na południe po wybrzeże wschodniej Kenii (do wysp Lamu i Manda oraz ujścia rzeki Tany).

## Systematyka
Takson ten nosił poprzednio nazwę Laniarius erlangeri, uznawaną obecnie za młodszy synonim. Bywał uznawany za podgatunek dzierzyka zaroślowego (L. aethiopicus). Nie wyróżnia się podgatunków.

## Charakterystyka
Długość ciała 20–25 cm. Brak dymorfizmu płciowego. Osobniki dorosłe ubarwione całkowicie na lśniący czarny kolor. Tęczówki czerwonobrązowe. Osobników młodocianych na razie nie opisano.

## Czarno-żółta odmiana kolorystyczna

Czarno-żółta odmiana kolorystyczna znana tylko z jednego egzemplarza

Odmiana ta charakteryzuje się bladymi, ciemnożółtymi piórami na gardle i piersi. Znana jest tylko z jednego okazu złapanego w 1988 r. w środkowej Somalii, 140 km w głąb regionu Hiiraan, blisko Buuloburde nad rzeką Uebi Szebelie. Naukowo opisana w 1991 r. na podstawie badań sekwencji DNA, do których wzięto próby jego krwi i piór. W przeciwieństwie do wymogów International Code of Zoological Nomenclature (Międzynarodowy Kod Nomenklatury Zoologicznej), żaden okaz (ptak lub jego część) nie został oznaczony jako typ nomenklatoryczny; ptak został wypuszczony na wolność w 1990 r., ponieważ naukowcy, którzy go złapali, uważali, że gatunek ten jest bardzo rzadki, a krew i pióra zostały zniszczone podczas procesu badania DNA. Z tego powodu nadano mu łacińską nazwę gatunkową liberatus (wyzwolony). Jednak badania filogenetyczne przeprowadzone w 2008 roku wykazały, że ptak ten był niezwykłą odmianą barwną L. nigerrimus.

## Status
Międzynarodowa Unia Ochrony Przyrody (IUCN) uznaje dzierzyka somalijskiego za gatunek najmniejszej troski (LC – least concern). Liczebność populacji nie została oszacowana. Trend liczebności populacji uznawany jest za stabilny.